# Hötorget (tunnelbanestation)
Hötorget är en tunnelbanestation i Stockholms city, belägen i anslutning till torget med samma namn. Den trafikeras av gröna linjen och ligger mellan stationerna T-centralen och Rådmansgatan. Stationen ligger under Sveavägen vid Kungsgatan mellan Oxtorgsgatan och Apelbergsgatan. Avståndet till station Slussen är 1,5 kilometer.
Stationen öppnades den 26 oktober 1952, som ändstation för den samma datum invigda tunnelbanan till Vällingby. Den ritades av arkitekten Gunnar Lené.
Stationen hade de första åren namnet Kungsgatan. Eftersom Kungsgatan är över en km lång var namnet opraktiskt ur orienteringssynpunkt. I samband med att "sammanbindningsbanan" till Slussen invigdes den 24 november 1957 fick därför stationen det nuvarande namnet.
Stationen har tre nedgångar:
- i norr från Tunnelgatan 5 eller Sveavägen 29.
- i mitten från Kungsgatan 38–41, här finns ett underjordiskt torg med flera butiker och affärer.
- i söder från Sveavägen 18 eller Hötorgsgången.

Stationen har ett mycket högt bevarandevärde med en välbevarad 1950-talsarkitektur, med bland annat ursprungligt kakel i sju olika blå nyanser (från den nu nedlagda välkända fabriken Upsala-Ekeby), gjutna originalskyltar med reliefbokstäver och de välkända rödorangea papperskorgarna som förr fanns vid alla stationer/hållplatser.  
Under 2024-25  pågår en omfattande restaurering av plattformsrummet där många delar återställs till det ursprungliga 1950-talsutförandet. I samband med detta arbete har även fyra reklamskyltar från den här tiden reproducerats, som har monterats tillsammans med ursprungliga stationsnamnsskyltar "Kungsgatan" i mitten av spårväggarna. 
År 1998 invigdes Gun Gordillos konstverk på stationen. Konstverket består av 103 linjer av vita neonrör monterade i olika nivåer i taket. Det vita ljuset lyser med 5 olika toner.

## Bilder

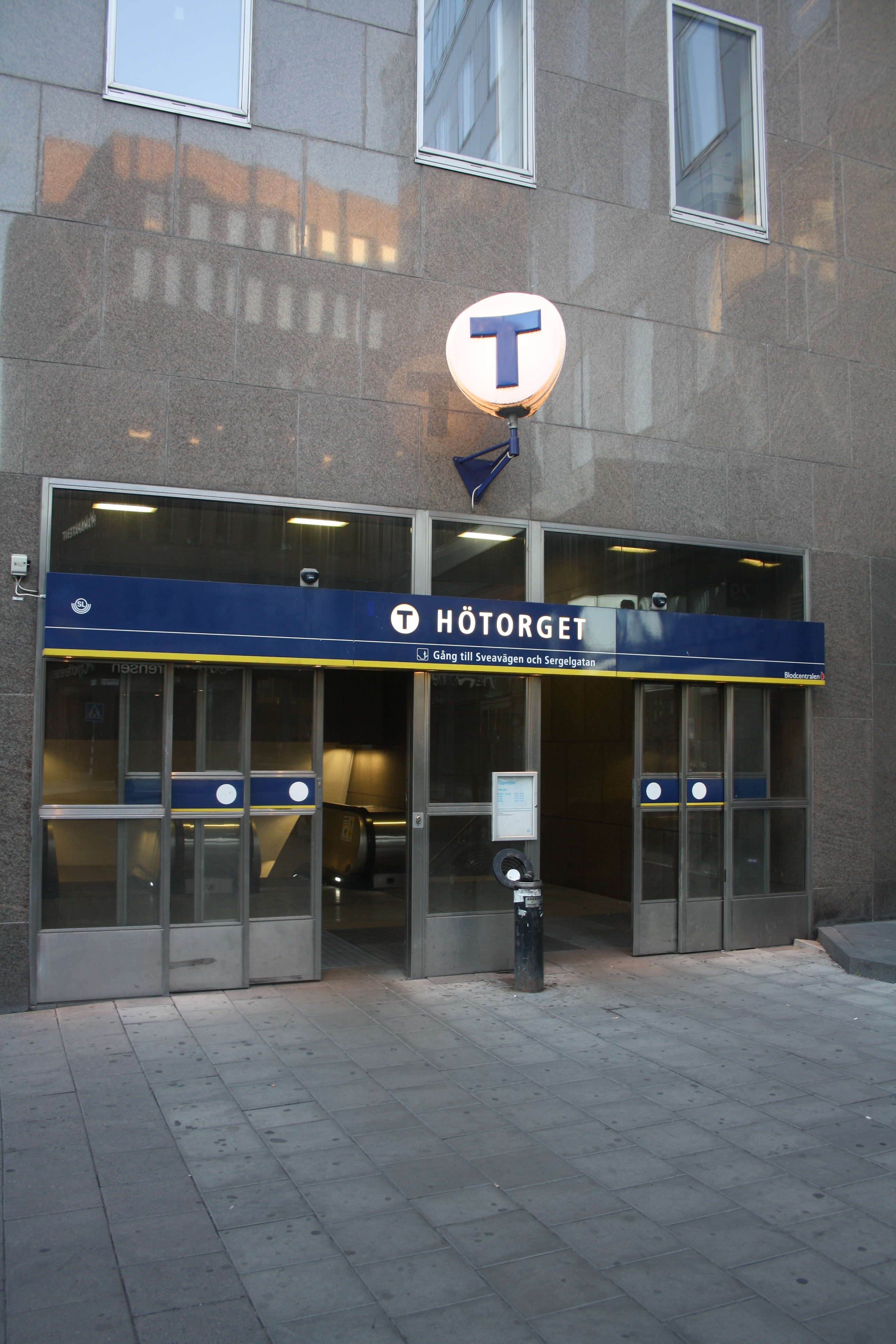
Ingång från Malmskillnadsgatan
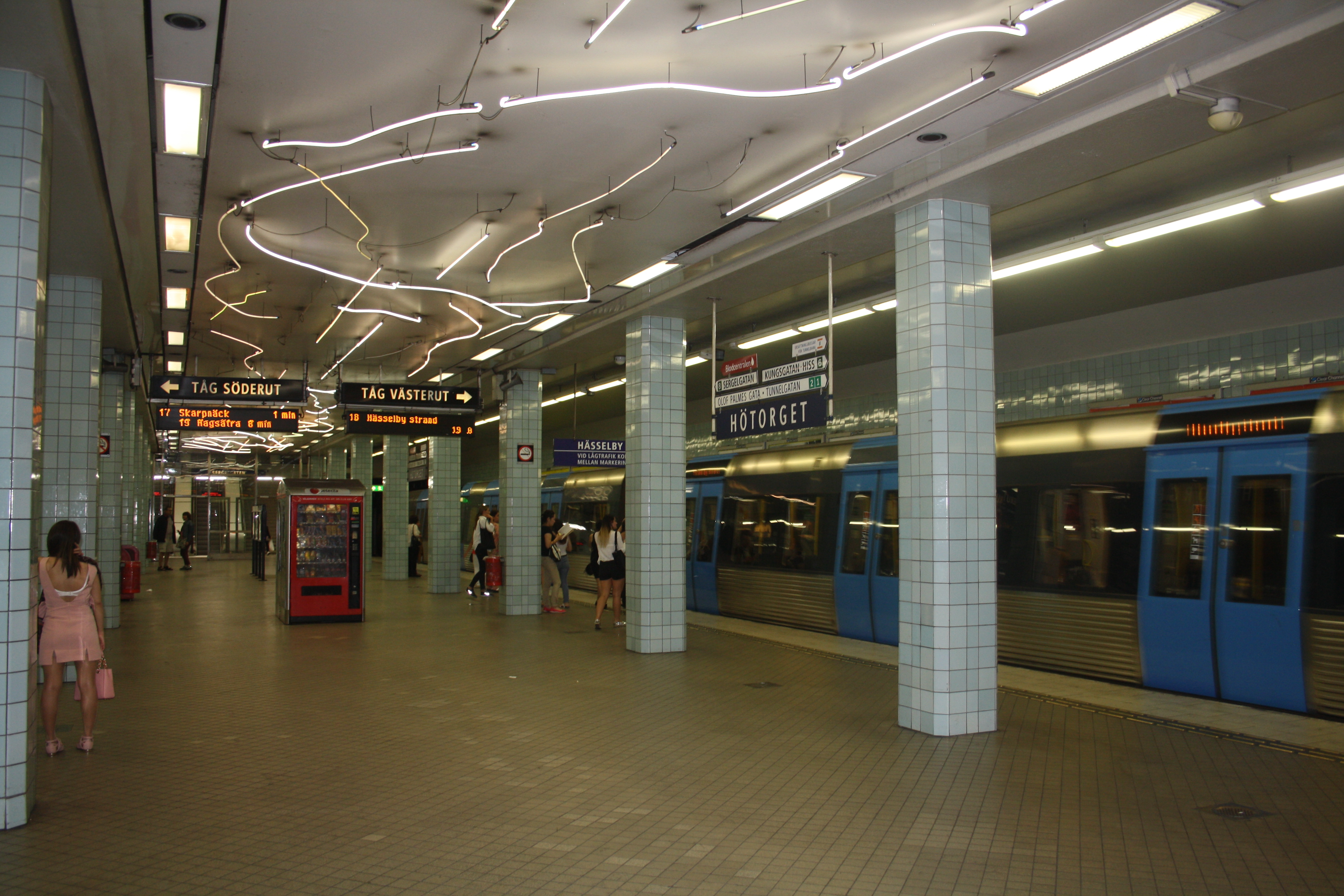
Perrongen på Hötorget
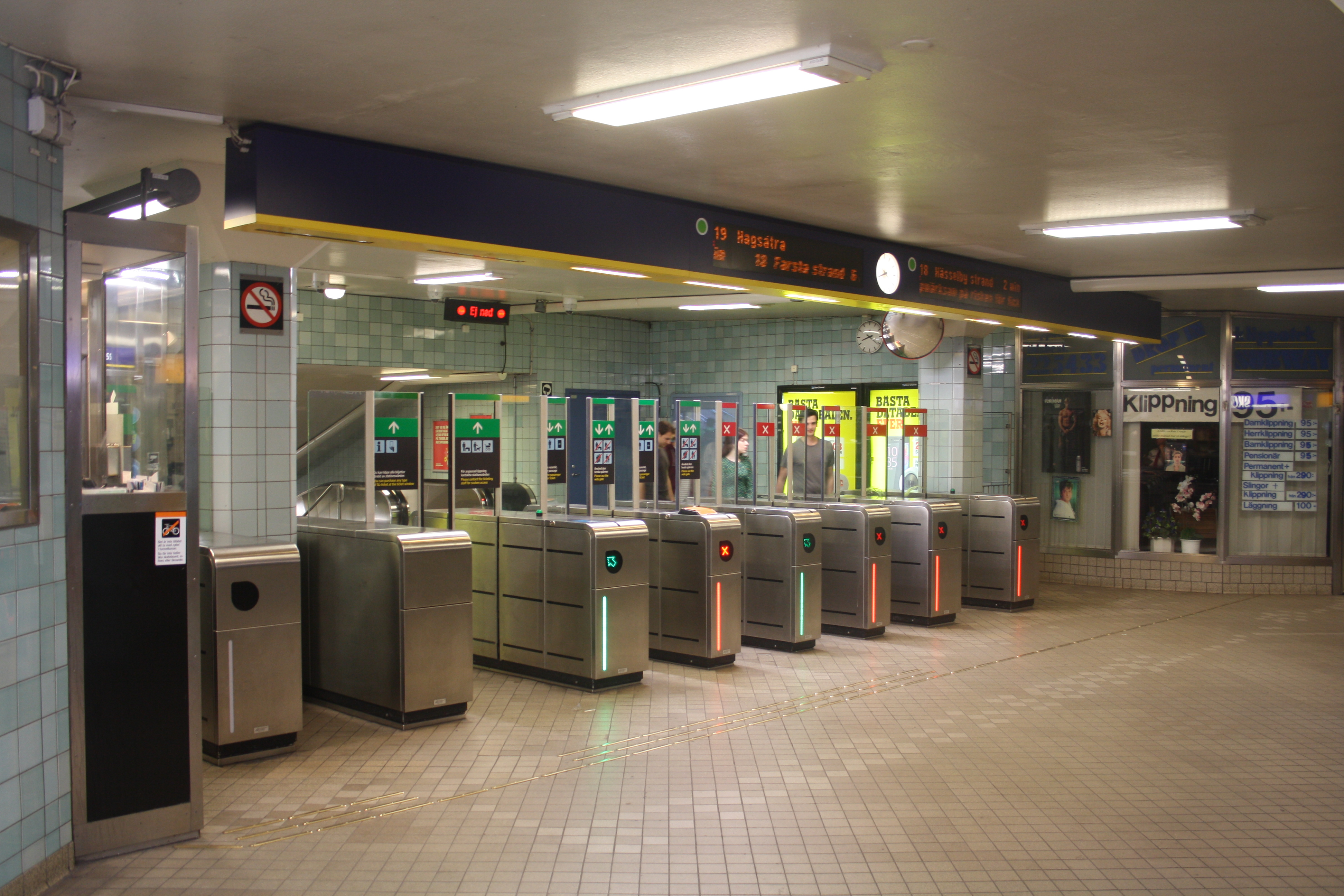
Spärrarna vid Hötorget
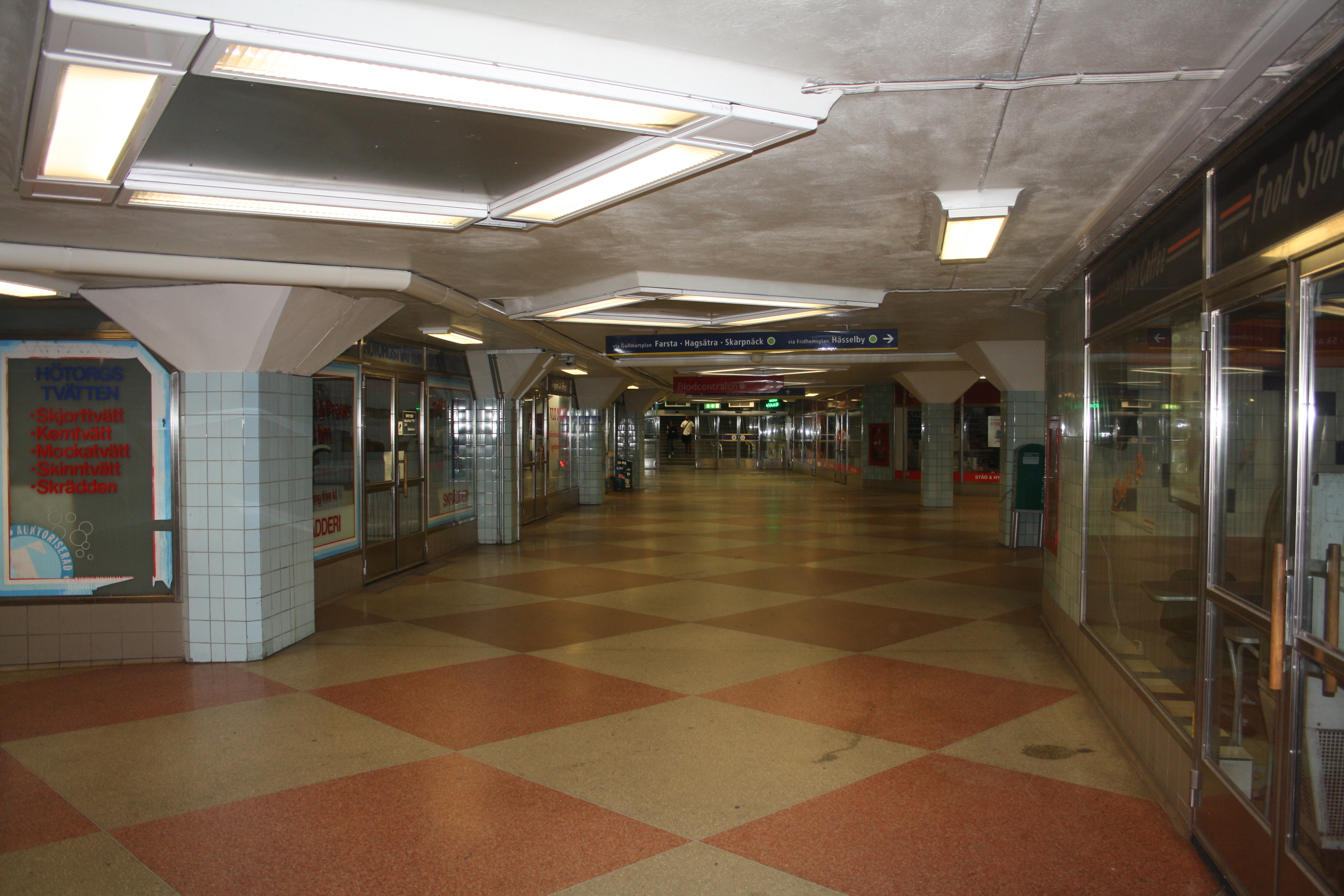
Gång till Hötorget
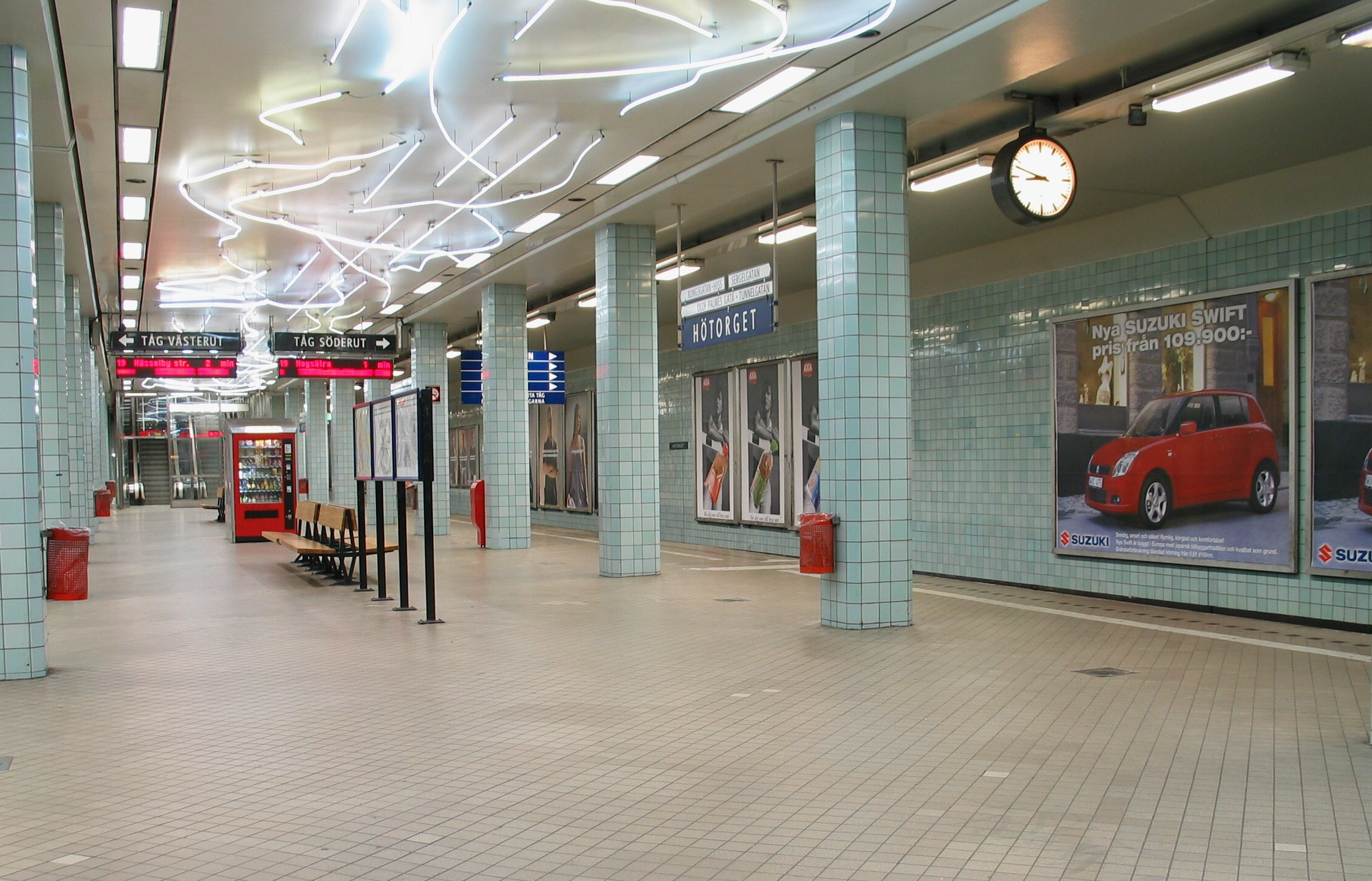
Perrongen år 2005